# Calcutta (film)
Pour les articles homonymes, voir Calcutta (homonymie).
Pour plus de détails, voir Fiche technique et Distribution.
Calcutta est un film français réalisé par Louis Malle, sorti en 1969.

## Synopsis
La vie de la population de Calcutta à la fin des années 1960.

## Fiche technique
- Titre : Calcutta
- Réalisation : Louis Malle
- Commentaire : Louis Malle
- Société de production : NEF - Nouvelles Éditions de Films (Paris)
- Photographie : Étienne Becker
- Son : Jean-Claude Laureux
- Montage : Suzanne Baron
- Pays d'origine :  France
- Format : Couleurs - Mono - 35 mm
- Durée : 105 minutes
- Date de sortie :  France - 16 avril 1969
- Visa : 34150 (délivré le 12 mars 1969)

## Distinctions
Le film a été présenté à la Quinzaine des réalisateurs, en sélection parallèle du festival de Cannes 1969.